# Kevin McCarthy
Kevin McCarthy (n. 15 februarie 1914 - d. 11 septembrie 2010) a fost un actor american de film.

## Filme
- Winged Victory (1944)
- Death of a Salesman (1951)
- Drive a Crooked Road (1954 film), Bank Robber Steve Norris
- Stranger on Horseback (1955)
- Invasion of the Body Snatchers (1956), Dr. Miles Bennell
- Nightmare (1956)
- The Twilight Zone (1960), Long Live Walter Jameson
- The Misfits (1961)
- Way Out (1961) (TV)
- A Gathering of Eagles (1963)
- An Affair of the Skin (1963)
- The Prize (1963)
- The Best Man (1964)
- Mirage (1965)
- A Big Hand for the Little Lady (1966)
- Hotel (1967)
- If He Hollers, Let Him Go! (1968)
- Ace High (1968)
- Operation Heartbeat (1969)
- Richard (1972)
- Columbo (1973)
- Kansas City Bomber (1972)
- June Moon (1974)
- Buffalo Bill and the Indians, or Sitting Bull's History Lesson (1976)
- "Mary Jane Harper Cried Last Night" (1977), TV
- Invasion of the Body Snatchers (1978), (cameo appearance)
- Piranha (1978)
- The Howling (1981)
- Twilight Zone: The Movie (1983)
- My Tutor (1983)
- Terror in the Aisles (1984) (archival footage)
- Invitation to Hell (1984), as Mr. Thompson
- The Midnight Hour (1985)
- A Masterpiece of Murder (1986)
- Innerspace (1987)
- Once Upon a Texas Train (1987, TV), The Governor
- Poor Little Rich Girl: The Barbara Hutton Story (1987) (TV)
- Dark Tower (1989), Sergie
- UHF (1989)
- Ghoulies III: Ghoulies go to College (1991)
- The Distinguished Gentleman (1992)
- Greedy (1994)
- Just Cause (1995)
- Addams Family Reunion (1998)
- Looney Tunes: Back in Action (2003), Dr. Miles Bennell (cameo)
- Loving Annabelle (2006)
- Fallen Angels (2006), Pastor Waltz
- Trail of the Screaming Forehead (2007), Latecomer
- Her Morbid Desires (2008), The Monk
- Wesley (2009), Bishop Ryder
- The Ghastly Love of Johnny X (2012), The Grand Inquisitor